# Grundherrschaft Tirschheim
Die Grundherrschaft Tirschheim war ein bis ins 19. Jahrhundert unter der Patrimonialgerichtsbarkeit der Herren von Schönburg stehender Verwaltungsbezirk unter kursächsischer Lehnsherrschaft. Die vier ganz oder teilweise dazugehörigen Orte befinden sich heute im sächsischen Landkreis Zwickau.

## Geographische Lage
Die vier verstreut liegenden Orte der ehemaligen Grundherrschaft Tirschheim befinden sich im Norden des heutigen Landkreises Zwickau. Während Tirschheim und Reichenbach südöstlich von Waldenburg liegen, befinden sich die nur anteilig zur Grundherrschaft Tirschheim gehörigen Orte Wickersdorf und Schwaben nordwestlich der Stadt.

## Angrenzende Verwaltungseinheiten
Die vier Orte der Grundherrschaft Tirschheim waren von verschiedenen Schönburgischen Herrschaften sowie dem Herzogtum Sachsen-Altenburg umgeben.

## Geschichte
Die vier Orte Tirschheim (heute: Ortsteil von Remse), Reichenbach (heute: Ortsteil von Callenberg), Schwaben (heute: Ortsteil von Waldenburg) und Wickersdorf (heute: Ortsteil von Oberwiera) gehörten ursprünglich zum Besitz des 1143 gegründeten Klosters Remse. Nach Streitigkeiten zwischen dem Kloster Remse und den Herren von Schönburg erfolgte im Jahr 1488 im Torgauer Urteil durch den sächsischen Kurfürsten Friedrich dem Weisen der Zuspruch von Tirschheim, Reichenbach und Anteilen von Wickersdorf und Schwaben an Ernst von Schönburg.
Da es sich bei den vier verstreut liegenden Orten um kursächsisches Lehen handelte, blieb dem Schönburgern eine Zusammenführung mit ihren reichsunmittelbaren Schönburgischen Herrschaften, in dessen Gebiet die Orte lagen, verwehrt. Die Verwaltung der vier Orte übernahm ein eigener Dingstuhl, welcher die Kompetenz eines sächsischen Vasallengerichts hatte. Ein Gerichtsdirektor administrierte die Ober- und Erbgerichtsbarkeit, welche in die grundherrlichen Rechte der Herren von Schönburg eingeschlossen waren. Die Zuordnung der Grundherrschaft Tirschheim wechselte aufgrund mehrfacher Besitzverschiebungen innerhalb der Familie von Schönburg zwischen den ebenfalls unter kursächsischer Lehnsherrschaft stehenden schönburgischen Herrschaften Penig und Remse.
Die Grundherrschaft Tirschheim besaß keinen Rittersitz, sondern bestand nur in der Lehnsbeziehung und der Abgabe von Zinsen. Ab 1797 gehörte die Grundherrschaft Tirschheim bezüglich der finanziellen Abgaben zum Rentamt der schönburgischen (Rezess-)Herrschaft Waldenburg, während die Ober- und Erbgerichte durch den Amtmann der schönburgischen Lehnsherrschaft Remse verwaltet wurden.
Zwischen dem Königreich Sachsen und dem Haus Schönburg erfolgte im Jahr 1835 eine Neuordnung ihres Verhältnisses. Dabei wurden die unter sächsischer Lehnsherrschaft stehenden Gebiete der Herrschaft Remse mit den Grundherrschaften Tirschheim mit Reichenbach und Ziegelheim unter die Verwaltung des königlich-sächsischen Amts Zwickau gestellt. Am 25. September 1856 wurden die gerichtlichen Befugnisse der Grundherrschaft Tirschheim wie auch die der Herrschaft Remse an den sächsischen Staat abgetreten. Die dazugehörigen Orte wurden seitdem bis zur Neuordnung der Verwaltung im Königreich Sachsen im Jahr 1875 durch das Gerichtsamt Remse verwaltet.

## Zugehörige Orte
- Reichenbach
- Schwaben (Anteil)
- Tirschheim
- Wickersdorf (sächs. Anteil)